# IV Batalion Saperów

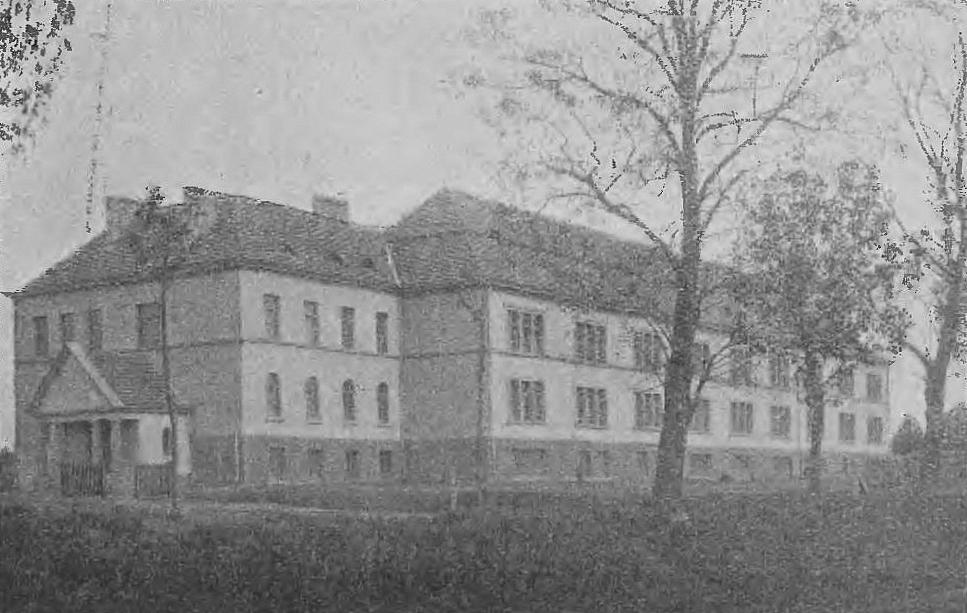
Koszary saperów w Sandomierzu

IV batalion saperów (IV bsap) – pododdział saperów Wojska Polskiego II RP.

## Historia batalionu
IV batalion saperów został sformowany 20 lutego 1919 w Łodzi. Jednostka powstała z ochotników z Okręgu Generalnego „Łódź”. Akcja werbunkowa została rozpoczęta 5 lutego 1919 roku. W czerwcu 1919 roku batalion fortyfikował teren Okręgu Generalnego „Łódź”.
We wrześniu 1919 batalion przybył do Rokitna na front wołyński i wziął udział w walkach pod Olewskiem, Radowellem i Korosteniem, forsował rzekę Słucz i budował most przez rzekę Uborć. W czasie ofensywie na Kijów batalion fortyfikował Fastów.
W marcu 1920przeprowadzono reorganizację batalionu, w ramach której dotychczasowa 1/IV kompania została przemianowana na 3/IV, 2/IV na 1/IV, 3/IV na 2/IV natomiast 4/IV została wcielona do X Baonu Saperów, jako jego 2. kompania.
17 czerwca 1920 batalion został przerzucony na front litewsko-białoruski, gdzie wziął udział w walkach pod Smolewiczami, Łohojskiem i Witomierzem oraz nad Berezyną. W jednej z najzaciętszych walk, prowadzonych osobiście przez dowódcę dywizji generała Berbeckiego, dnia 10 lipca 1920 w Budkach nad Berezyną zginął porucznik Wacław Kaczyński. Następnego dnia w Górkach zginął zakłuty bagnetami bolszewików porucznik Zagoździński. W odwrocie przypadała batalionowi zaszczytna rola osłony 4 Dywizji Piechoty.
Po odparciu bolszewików spod Warszawy, batalion przeprawił się przez Wisłę w Górze Kalwarii. Następnie podążył przez Lwów do Chodorowa i walczył pod Przemyślanami, Tarnopolem i Podwołoczyskami.
30 września 1920 batalion został przetransportowany koleją do Grodna, a następnie marszem skierowany do Oran. Będąc w dyspozycji Naczelnego Dowództwa przystąpił do prac fortyfikacyjnych w Marcinkańcach. Tam zastało go zawieszenie broni. 5 grudnia 1920 roku batalion przybył do Łomży i przystąpił do naprawy baraków. 15 lutego 1921 roku baon pomaszerował do Białej Podlaskiej, do dyspozycji Grupy Fortyfikacyjnej Nr 2. Pod koniec czerwca 1921 roku baon wyjechał do Sandomierza, gdzie wszedł w skład 4 Pułku Saperów. 6 listopada 1921 roku baon przybył do Torunia i został włączony w skład 8 Pułku Saperów. Do Torunia przybyło tylko 7 podoficerów i 147 saperów, nad którymi w czasie transportu dowództwo sprawował porucznik Paweł Załęski z 4 psap. W listopadzie 1929 roku 8 Pułk Saperów został przeformowany w 8 Batalion Saperów. W ramach przeprowadzonej reorganizacji IV Batalion Saperów został zlikwidowany.
Kompania zapasowa 4 baonu saperów w Łodzi został rozwiązana w lutym 1920 roku, a jej stan osobowy przeniesiony do Sandomierza i włączony w skład kompanii zapasowej saperów nr 4, która została podporządkowana dowódcy Okręgu Generalnego „Kielce”. 29 lutego 1920 roku dowódca Okręgu Generalnego „Łódź” generał podporucznik Kajetan Olszewski udzielił kompanii zapasowej 4 baonu saperów pochwały.

## Żołnierze batalionu
Dowódcy batalionu
- kpt. Franciszek Wolf (23 II 1919 - 16 IV 1920 → szef inżynierii Frontu Wołyńskiego[1])
- kpt. Kazimierz Hornoff (16 IV[1] - 1 IX 1920[5])
- por. Bolesław Dmytruk (dowódca 2/IV bsap i p.o. dowódcy baonu do † 8 X 1920 we Lwowie[6][7])
- por. Arkadiusz Kazimierz Balcewicz (p.o. 8 X - 4 XII 1920[6])
- kpt. Alojzy Janicki[a] (od 5 XII 1920[6])
- mjr Wiktor II Krajewski (XI 1921[12] - 1922 → p.o. zastępcy dowódcy 8 psap)
- kpt. Ryszard Jaworowski (20 VIII 1922[13] - X 1927)
- mjr Ludwik Aleksander Turulski (X 1927[14] - 1929)

Obsada personalna baonu w latach 1919–1920
- dowódca baonu – kpt. Franciszek Wolf
- adiutant batalionu – ppor. Zygmunt Goldstein
- dowódca 1 kompanii (byłej 3 kompanii saperów lwowskich) – por. Władysław Czerniawski
- dowódca 2 kompanii (byłej kompanii saperów kanowskich) – por. Teodor Pokrant
- dowódca 3 kompanii – por. Kazimierz Iliński
- dowódca 4 kompanii – por. Jerzy Czaczkowski (23 IV 1920 ciężko ranny nad Słuczą)
- dowódca kompanii zapasowej – por. Bolesław Dmytruk
- dowódca kompanii zapasowej nr 4 – por. Zygmunt Górka
- młodszy oficer kompanii – por. Wacław Kaczyński († 10 VII 1920 Budki nad Berezyną[16])
- młodszy oficer kompanii – por. Zagoździński († 11 VII 1920[16])